# Cumulonimbus velum

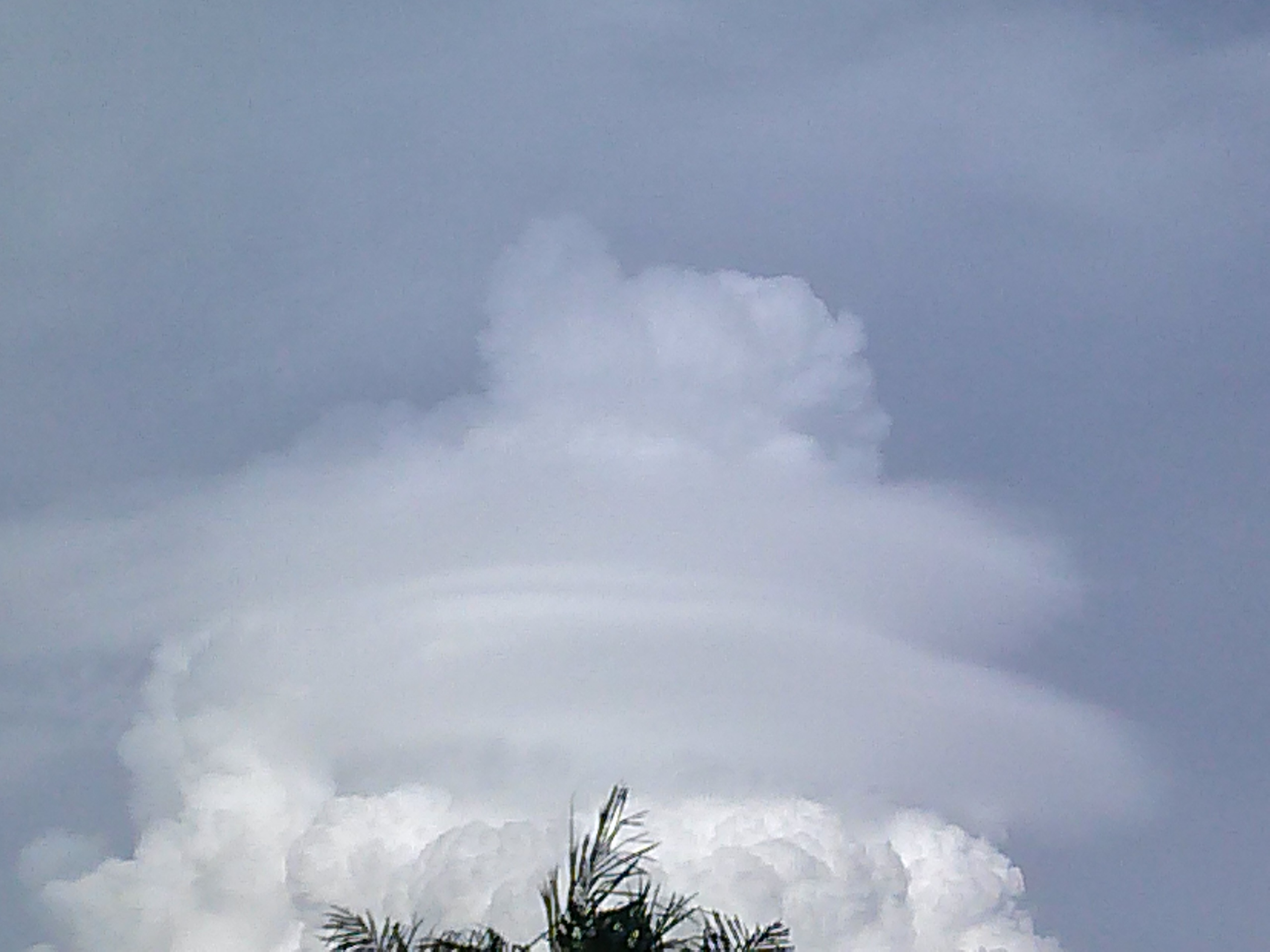
Velum (el vel llis blanc) que envolta la part superior d'un núvol cumulonimbus

El velum (del llatí, «vel») és un vel annex de núvol amb una gran extensió horitzontal, situat lleugerament per sobre de les cims d'un o més núvols cumuliformes o adjacents a les seves regions superiors. Es forma quan el núvol convectiu arriba a una capa d'aire estable i s'estén. Més tard, aquest núvol convectiu que és principalment un cúmul o un cumulonimbus perforarà el vel. En general, el vel s'assembla a un altostratus.
No s'ha de confondre amb el pileus que té forma de gorra (o un altocumulus lenticularis).
Aquest núvol pot persistir fins i tot després de la dissipació del núvol principal si les condicions són favorables i transformar-se en altostratus/altocúmuls quan es troba a l'altitud mitjana de l'atmosfera i en cirrostratus/cirrocúmuls si és més alt.
Cumulonimbus velum (Cb vel) (del llatí cumulonimbus, «columna-pluja» + velum, «vel») és un núvol cumulonimbus amb un vel de núvol accessori embolicat al voltant de la seva zona mitjana, que representa una àrea d'aire humit estable creada com a resultat del creixement del cumulonimbus progenitor. El núvol cumulonimbus velum sembla fosc en comparació amb el seu núvol progenitor, i pot persistir fins i tot després que el cumulonimbus s'hagi desintegrat. El vel és molt rar, ja que les condicions necessàries per al desenvolupament són poc freqüents.